# Zine El Abidine Frioua
Zine El Abidine Frioua est un footballeur algérien né le 21 juillet 1980 à Batna. Il évoluait au poste de défenseur central.

## Biographie
Zine El Abidine Frioua évolue en Division 1 avec les clubs du CA Batna et de l'USM Annaba.
Avec le CA Batna, il dispute 77 matchs en première division algérienne entre 2002 et 2006, inscrivant deux buts. Il joue également avec cette équipe cinq matchs en Division 1 lors de la saison 2009-2010, pour un but. Ses statistiques avant l'année 2002 ne sont pas connues.

## Palmarès
- Champion d'Algérie de D2 en 2007 avec l'USM Annaba